# ANKH Az Örök Élet Egyháza
ANKH Az Örök Élet Egyháza Magyarországon 1999-től jogilag bejegyzett egyház, a bemutató leírásai alapján több mint 5000 éves múltra tekint vissza. Ősinek tekintett tanaik akkor keletkeztek saját bevallásuk szerint, amikor még az istenek itt jártak a földön. Szerintük a nagy Egyiptomban, Mezopotámiában, Kínában, Közép-Amerikában kialakult városépítő civilizációkat isteni beavatkozás segítette. Tanaikat tudományos igényességűnek tekintik.

## Hitéletük
Kis csoportokban tartják összejöveteleiket, de szertartásaikat csak hívőik ismerhetik és vehetnek részt rajta. Az új jelentkezőknek bizonyos ismereteket el kell sajátítani előtte, felkészülniük, hogy befogadja őket a közösség. Hitvallásuk 8 fő pontra épül:
- 1. Minden az öröktől fogva létező Anyagból és Igéből származik.
- 2. A Teremtő egylényegű az Igével, és az anyagok összességével.
- 3. A Teremtés során alakult ki a Világegyetem, a Naprendszer és a Föld.
- 4. A Teremtés során a világegyetemet átjárja az Élet, ami az Anyag és az Ige sajátságos megnyilvánulása.
- 5. A Teremtés folyamatának egyik állomása az istenek születése. Az isten önmagától meg nem szűnő, értelemmel bíró lény. A teremtőtől abban különbözik, hogy nem öröktől fogva létezik, az Ige és az Anyag egy részét foglalja magába.
- 6. A földi élet és az ember kialakulása a Teremtés folyamatának része.
- 7. A „civilizált” ember kialakulása az istenek beavatkozásának következménye.
- 8. Egyházunk feladata a „civilizált” ember átalakulásának „kozmikus” emberré való elősegítése.[1]

## Jelképeik
Jelképeik és külső formai elemeik az ókorral elsősorban ókori Egyiptommal kapcsolatos
elemeket használ. Kopt kereszt, hieroglifák, egyiptomi építészet és díszítő elemek.